# Instituto Internacional de Investigaciones Prehistóricas de Cantabria
El Instituto Internacional de Investigaciones Prehistóricas de Cantabria (IIIPC) es uno de los centros de investigación científica de la Universidad de Cantabria. Tiene su sede en Santander (Cantabria, España).

## Historia y objetivos
El IIIPC fue creado el 29 de abril de 2004 gracias a la colaboración de la Universidad de Cantabria y Banco Santander. Se constituyó como centro mixto dependiente del Consejo Superior de Investigaciones Científicas (CSIC). El objeto de este instituto es la investigación en Prehistoria desarrolladas a través de las siguientes líneas:
- Arte prehistórico
- Paleolítico del SO de Europa
- Origen y desarrollo de las sociedades campesinas
- Tecnología prehistórica